# Mondry
Mondry est un ermite chrétien du VIe siècle. Considéré comme saint par les églises chrétiennes, il est fêté par certains fidèles le 12 mai.

## Hagiographie
Mondry (Mundericus, Monderic) d'Arisitum aurait été le titulaire d'un évêché fondé vers 570 en Austrasie. Mondry lui-même aurait fondé à Cellettes, diocèse de Blois, une église et un village en mémoire de sa cellule primitive. 
L'église paroissiale de Cellettes en conserve les reliques dans un coffret reliquaire du IXe ou Xe siècle. C'est un petit coffre de bois, entièrement recouvert de plaques d'os décorées de dessins géométriques, avec pentures en fer. Les reliques ont été placées en sécurité à Blois pendant la guerre de Cent Ans, puis solennellement ramenées à Cellettes par l'évêque de Chartres, en présence de Charles d'Orléans et de Marie de Clèves, en l'an 1447.